# 797
797(칠백구십칠)은 796보다 크고 798보다 작은 자연수다.

## 수학
- 139번째 소수(素數)다. 앞의 소수는 787, 다음 소수는 809다.
  - 34번째 슈퍼 소수로, 797의 소수 순번인 139도 소수다. 앞의 슈퍼 소수는 773, 다음은 859다.
  - 18번째 회문 소수다. 앞의 회문 소수는 787, 다음은 919다.
  - 베르누이 수의 분자 {\displaystyle B_{220}}을 나눌 수 있는 비정규 소수다.
- 피타고라스 삼조의 빗변의 길이이다. ({\displaystyle 555^{2}+572^{2}=797^{2}})[a]
- {\displaystyle 797=11^{2}+26^{2}}

## 과학·기술
- NGC 797(독일어판, 프랑스어판): 안드로메다자리 방향에 있는 막대나선은하.
- 797 몬타나(영어판): 소행성.
- 캐터필러 797(영어판): 캐터필러의 덤프트럭.

## 교통

### 항공
- 에어 캐나다 797편 화재 사고(영어판)
- 바리그 797편 추락 사고(영어판)

### 도로
- 현도 제797호선

## 군사
- 797 해군 항공대(영어판): 과거 존재한 영국의 해군 항공대.

## 문화유산
- 대한민국의 보물 제797호: 화순 운주사 석조불감

## 기타
- 연도: 797년, 기원전 797년